# Dialecte legnanais

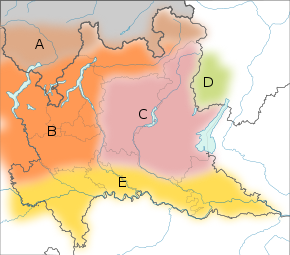
Distribution géographique des dialectes lombards. Légende : A- lombard alpin ; B- lombard occidental; C- lombard oriental; D- trentin occidental; E- dialectes « carrefour » (émilien et de tradition lombard-émilien).

Le legnanais est une variante du dialecte lombard occidental qui est parlé dans la ville de Legnano, dans la province de Milan, en Lombardie.
Le substrat linguistique qui a marqué le legnanais est celui des anciens Ligures, qui  habitaient dans la zone nord-ouest de l’Italie. Du ligure nous avons peu de traces classées par les linguistes comme pré-indo-européennes. Les Celtes (ou Gaulois) ont remplacé les Ligures, en les influençant de manière significative, ensuite le celte a été remplacé par le latin, qui a formé l’idiome local parlé à Legnano.  Après la chute de l’Empire romain, le dialecte s’isole  d’ autres langues parlées et, plus tard, il est  influencé par le milanais, le dialecte de Milan, dès le XIe siècle.
Les caractéristiques distinctives du dialecte legnanais sont  la conservation des voyelles finales non accentuées, phénomène constaté vers le IXe siècle en France, Piémont,  Émilie-Romagne et Lombardie (c’est-à-dire dans les domaines dominés jadis par les Celtes), et la conservation du /–r / intervocalique, trait typique aussi de beaucoup de dialectes français.

## Histoire
Deux mille ans avant Jésus-Christ, le nord-ouest de l’Italie (les actuels Piémont, Ligurie, Lombardie) est habité par la population ligure. Le ligure laisse peu de traces analysées et reconstruites par les linguistes qui l’ont classifié comme pré-indo-européen. La population ligure est ensuite remplacée par les Celtes (ou Gallois), lesquels, plus tard, subissent les effets de la Conquête romaine dont ils sont les plus grands perdants. Par conséquent, les sons des langues locales s’adaptent aux sons de la langue importée, même si l’influence latine n’est pas homogène dans tous les territoires. Avec la chute de l’Empire romain, la population se fragmente, arrivant à un état d’analphabétisme qui réduit le lexique de la langue latine à quelques centaines de mots. En effet, à ce moment on assiste à la naissance des dialectes néo-latins  dans un contexte de régression administrative, économique et  démographique où les communautés s’isolent entre elles.  Ainsi, le dialecte legnanais est le produit d’une culture populaire qui est plutôt statique durant plusieurs siècles avant d’être investie par la révolution industrielle, qui engendre un développement culturel et la diminution de l’analphabétisme.  À partir du XIe siècle, Legnano commence à entretenir des liens de plus en plus étroits avec Milan. En effet, la ville représente, pour qui provient du nord, l’accès au comté milanais et donc elle joue un rôle stratégique important  pour la ville de Milan. Ce lien permet  au dialecte legnanais de se distinguer du dialecte de la ville voisine, Busto Arsizio, et d’être influencé de plus en plus par le dialecte milanais. De plus, l’influence de la langue italienne s'ajoute à ce processus de contamination fulgurante. En outre, la population agricole se trouve sous la protection des monastères  de S. Ambrogio de Milan et beaucoup de  familles milanaises possèdent  des biens à Legnano. C’est pour cela que le  dialecte milanais joue un rôle aussi important pour Legnano, d’un point de vue social. Jusqu’au début du XXe siècle, on distingue deux idiomes : les classes populaires utilisent  le dialecte legnanais, tandis que les citoyens les plus riches (qui ont des propriétés à Legnano) parlent milanais.

## Caractéristiques

### Phonétique
La latinisation de la région est le phénomène le plus important dans l’histoire linguistique du territoire de Legnano, car la structure grammaticale et lexicale des dialectes est de dérivation latine. La première diversification du latin est due aux différentes habitudes de chaque peuple conquis. Par conséquent nous avons un substrat linguistique différent. Beaucoup de linguistes affirment qu’on peut attribuer au substrat celte le passage du  u latin au ü et la tendance à affaiblir les voyelles non accentuées ou à les supprimer. Au substrat ligure, par contre, on attribue la tendance à prononcer faiblement le son r. L’indépendance, acquise par les territoires après la chute de l’Empire romain, détermine un libre développement des caractéristiques du latin, n’étant plus liées par une pression unitaire.Une importante innovation phonétique, qui se développe aussi en France, est la disparition des voyelles finales non accentuées, à exception de /-a/ (qui en France s’est réduit à /–e/ muet). Ce phénomène apparaît déjà dès la première partie du IXe siècle, attesté par les Serments de Strasbourg de 842 (ce n'est pas sûr si en Italie il se vérifie en même temps). Un exemple de ce phénomène peut être le mot temps, qui en dialecte legnanais se dit tempu (tempo en italien) : la voyelle finale latine est conservée avec le seul passage du /–o/ au /–u/  (accentuée).  Une autre caractéristique distinctive du legnanais est la conservation du /–r / intervocalique, typique aussi de beaucoup de dialectes français. Ce phénomène de dérivation ligure est en réalité également typique  du dialecte génois. Par exemple, le nom du fleuve Olona, qui traverse la Lombardie nord -occidentale, est prononcé à Legnano Urona, tandis que dans les domaines qui ne sont pas d’origine ligure, comme Busto Arsizio, il est prononcé Uona, sans le /–r/ intervocalique.

### Lexique
Le lexique du dialecte legnanais, comme celui de Milan, est influencé par tous les peuples qui, pendant les siècles, passent par la Lombardie. En 560, les Longobards, peuple germanique d’où le mot Lombardia provient, occupent  le territoire pendant deux siècles, en laissant des traces dans le lexique. Immédiatement avant l’unification de l’Italie, par contre, la zone  est influencée par l’Allemagne, à cause de la domination autrichienne, immédiatement. Par exemple on a sgnàppa (du schnaps) pour dire grappa (une liqueur). Les échanges commerciaux transalpins déterminent une influence lexicale du provençal sur le dialecte du nord de l’Italie : le mot setàss, par exemple, vient du provençal sassetar, et il signifie sedersi (s’assoir en français). Les français occupent  Milan également, en laissant des traces. En effet, en dialecte legnanais et milanais, on dit  busciòn pour dire tappo (bouchon en français), giambon pour dire prosciutto (jambon en français), ciffòn pour dire comodino (chiffon en français).

## Culture et art
Le dialecte legnanais devient célèbre grâce à la compagnie théâtrale italienne « I Legnanesi », qui joue uniquement en utilisant ce patois. C’est l’exemple le plus célèbre de théâtre en travesti en Italie, créé en 1949. Dans le spectacle comique, les acteurs présentent au public les figures satiriques de la cour lombarde. Ils mettent en scène les traditions, les histoires, les coutumes lombards, mais aussi des thématiques d’actualité et de politique nationale.